# Charlottenberg, Suedia
Charlottenberg este un oraș în Suedia.

## Demografie
| \| Evoluția demografică a zonei urbane Charlottenberg, 1970–2015 \| Evoluția demografică a zonei urbane Charlottenberg, 1970–2015 \| Evoluția demografică a zonei urbane Charlottenberg, 1970–2015 \| Evoluția demografică a zonei urbane Charlottenberg, 1970–2015 \| Evoluția demografică a zonei urbane Charlottenberg, 1970–2015 \| \| --------------------------------------------------------------------------------------- \| ------------------------------------------------------------- \| ------------------------------------------------------------- \| ------------------------------------------------------------- \| ------------------------------------------------------------- \| \| An \| \| \| Locuitori \| \| \| 1970 \| 1970 \| \| 1.942 \| 1.942 \| \| 1975 \| 1975 \| \| 2.077 \| 2.077 \| \| 1980 \| 1980 \| \| 2.062 \| 2.062 \| \| 1990 \| 1990 \| \| 2.273 \| 2.273 \| \| 1995 \| 1995 \| \| 2.099 \| 2.099 \| \| 2000 \| 2000 \| \| 1.994 \| 1.994 \| \| 2005 \| 2005 \| \| 2.048 \| 2.048 \| \| 2010 \| 2010 \| \| 2.215 \| 2.215 \| \| 2015 \| 2015 \| \| 2.368 \| 2.368 \| \| Sursa: SCB - Statistika Centralbyrån, Folkmängden per tätort. Vart femte år 1960 - 2016 \| \| \| \| \| |      |  |           |       |
| Evoluția demografică a zonei urbane Charlottenberg, 1970–2015 |      |  |           |       |
| An |      |  | Locuitori |       |
| 1970 | 1970 |  | 1.942     | 1.942 |
| 1975 | 1975 |  | 2.077     | 2.077 |
| 1980 | 1980 |  | 2.062     | 2.062 |
| 1990 | 1990 |  | 2.273     | 2.273 |
| 1995 | 1995 |  | 2.099     | 2.099 |
| 2000 | 2000 |  | 1.994     | 1.994 |
| 2005 | 2005 |  | 2.048     | 2.048 |
| 2010 | 2010 |  | 2.215     | 2.215 |
| 2015 | 2015 |  | 2.368     | 2.368 |
| Sursa: SCB - Statistika Centralbyrån, Folkmängden per tätort. Vart femte år 1960 - 2016 |      |  |           |       |